# フナバシ (小惑星)
フナバシ (25892 Funabashi) は、小惑星帯にある小惑星。ハンガリア群に属する。2000年11月22日に美星スペースガードセンターによる小惑星観測プロジェクトBATTeRSが、エリダヌス座に17.2等で発見した。
フナバシの軌道は、軌道長半径 1.91 AU、離心率 0.08、軌道傾斜角 24.9°。火星軌道との最小距離は 0.2267342 AU（399億9400万キロメートル）。直径は約2.4キロメートルから5.4キロメートルと推定されている。

## 命名
日本スペースガード協会は、日本の千葉県船橋市にプラネタリウム館があり、天体教育に熱心なことから、協会において約1年半の審査を実施した上で、小惑星25892番について「フナバシ」と命名する申請を行う決定をした。日本スペースガード協会は2017年4月に国際天文学連合に命名を申請した。国際天文学連合は小惑星25892番について、2018年7月11日付で「フナバシ」と認定した。日本スペースガード協会の理事長らは2018年8月30日に船橋市長の松戸徹を訪問し、国際天文学連合の認定証を手渡した。